# Pierre Paulus
Pierre Paulus (Châtelet, 16 de marzo de 1881-Bruselas, 17 de agosto de 1959) fue un pintor expresionista valón. Adquirió cierta notoriedad en la exposición de arte valón de Charleroi en 1911. En el período de entreguerras realiza numerosas exposiciones en Europa y Estados Unidos, pero sobre todo se le conoce por dibujar el gallo de la bandera de Valonia en 1913.